# Корвара
Корвара (італ. Corvara) — муніципалітет в Італії, у регіоні Абруццо,  провінція Пескара.
Корвара розташована на відстані близько 125 км на схід від Рима, 45 км на схід від Л'Аквіли, 36 км на південний захід від Пескари.
Населення — 264 особи (2014).

## Демографія
Населення за роками:

Станом на 1 січня 2023 року в муніципалітеті офіційно проживало 18 іноземців з 12 країн, серед них 8 громадян країн Євросоюзу та 2 громадяни України.

## Сусідні муніципалітети
- Бриттолі
- Буссі-суль-Тірино
- Капестрано
- Пескозансонеско
- П'єтраніко